# Francisco Valdés
Francisco Segundo Valdés Muñoz (* 19. März 1943 in Santiago de Chile; † 10. August 2009 ebenda) war ein chilenischer Fußballspieler und späterer -trainer. Als Aktiver vor allem mit CSD Colo-Colo sehr erfolgreich und zudem zweifacher WM-Teilnehmer, wurde er später auch in Chiles erster Liga Trainer.

## Spielerkarriere

### Verein
Francisco Valdés begann mit dem Fußballspielen beim CSD Colo-Colo, heutzutage Rekordmeister des chilenischen Fußballs. Bei Colo-Colo absolvierte Valdés sein erstes Ligaspiel im Jahre 1961 und blieb zunächst bis 1969 bei dem Klub. In dieser Zeit machte er 220 Ligaspiele mit 133 Torerfolgen im Trikot von Colo-Colo. Ferner gelang in der Saison 1963 der Gewinn der Fußballmeisterschaft von Chile, nachdem in der Primera División nach Ende aller Spieltage der erste Rang mit einem Zähler Vorsprung vor CF Universidad de Chile belegt wurde.
1969 verließ Valdés Colo-Colo zunächst, um sich dem Stadtrivalen Unión Española anzuschließen. Nach einem Jahr dort und einem weiteren Jahr bei Deportes Antofagasta kehrte er zu seinem Heimatverein zurück, wo er sogar bald zum Kapitän avancierte. Gleich im ersten Jahr nach der Rückkehr zu Colo-Colo konnte er zum zweiten Mal mit dem Verein die chilenische Meisterschaft erringen. Diesmal wurde in der Primera División 1972 der erste Tabellenrang mit drei Punkten vor Unión Española erreicht. Dadurch war man startberechtigt für die Copa Libertadores 1973. Dort sorgte die Mannschaft von Trainer Luis Álamos für eine durchaus große Überraschung, als – nachdem man in der zweiten Gruppenphase Club Cerro Porteño aus Paraguay und Botafogo Rio de Janeiro aus Brasilien hinter sich gelassen hatte – der Einzug ins Endspiel gelang. In diesem Finale traf das Team um Spieler wie Carlos Caszely, Sergio Ahumada oder Leonardo Véliz auf den argentinischen Vertreter Independiente Avellaneda, der damals Seriensieger der Copa Libertadores war. Auch Colo-Colo war gegen Independiente nicht erfolgreich, wenngleich erst ein Entscheidungsspiel den Sieg für die Argentinier brachte. Nach Hin- und Rückspiel hatte es Remis gestanden, ehe Independiente mit 2:1 nach Verlängerung im Entscheidungsspiel von Montevideo siegreich war.
Francisco Valdés blieb in dieser zweiten Phase bis 1975 bei Colo-Colo. 1978 kehrte er zu seinem Klub zurück, nachdem zuvor zwei kleine Abenteuer bei den Santiago Wanderers sowie beim aufstrebenden CD Cobreloa kurz verliefen, mit Cobreloa aber mit der Zweitligameisterschaft die Grundlage für den späteren Erfolg des neu gegründeten Vereins geschaffen wurde. 1978 spielte er ein weiteres Jahr bei Colo-Colo und schraubte seine Zahl an Ligaspielen für den Verein auf 354 nach oben. Die dabei erzielten 179 Tore sind bis heute Vereinsrekord für Colo-Colo. Weiterhin ist Valdés bis heute der Spieler mit den zweitmeisten Toren in der chilenischen Primera División, einzig Pedro González Vera erzielte mehr Treffer. Allerdings ist zu bemerken, dass Valdés über seine gesamte Karriere als Mittelfeldspieler agierte, dabei aber immense offensive Qualitäten offenbarte.
Schließlich spielte Valdés nach seinem dritten und letzten Engagement bei Colo-Colo noch drei Jahre für San Marcos de Arica, ehe er seine fußballerische Laufbahn nach Ende der Saison 1981 im Alter von 38 Jahren beendete.

### Nationalmannschaft
Zwischen 1962 und 1975 brachte es Francisco Valdés auf insgesamt 52 Länderspiele für die chilenische Fußballnationalmannschaft. Dabei gelangen ihm neun Treffer. Von Nationaltrainer Luis Álamos wurde er ins Aufgebot für die Fußball-Weltmeisterschaft 1966 in England berufen. Bei der Endrunde selbst kam Valdés jedoch nicht zum Einsatz, während die chilenische Auswahl eine herbe Enttäuschung erlebte und in der Vorrunde in einer Gruppe mit der Sowjetunion, Nordkorea und Italien als Gruppenletzter mit nur einem Punkt, erreicht gegen Nordkorea, ausschied.
Nachdem die Qualifikation für die Weltmeisterschaft 1970 in Mexiko misslang, stellte Chile bei der Fußball-Weltmeisterschaft 1974 in Deutschland wieder einen Teilnehmer. Valdés war Mannschaftskapitän und wurde in jedem Turnierspiel der Chilenen eingesetzt, wobei er auch jedes Mal im Laufe der zweiten Halbzeit ausgewechselt wurde. Für die Nationalmannschaft Chiles verlief die Weltmeisterschaft in Deutschland jedoch genauso wenig erbaulich wie die in England acht Jahre vorher, denn erneut kam das Aus bereits nach der Gruppenphase. In einer Gruppe mit Gastgeber Deutschland, der DDR sowie Australien gelangen nur zwei Unentschieden gegen die DDR und Australien, während man der Bundesrepublik mit 0:1 unterlag. Dies bedeutete am Ende Rang drei und damit das Ausscheiden nach der Vorrunde.
Im Rahmen der Qualifikation für die Weltmeisterschaft 1974 musste Chile in Play-off-Spielen gegen die Sowjetunion antreten und hatte im Hinspiel in Moskau ein torloses Remis geschafft. Nachdem am 11. September 1973 das Militär um Augusto Pinochet gegen die sozialistische Regierung Salvador Allendes putschte und das Nationalstadion von Santiago in eine Art Konzentrationslager umwandelte, weigerte sich die sowjetische Mannschaft, im Rückspiel anzutreten. Chile hatte keinen Gegner, das Spiel wurde aber dennoch angepfiffen. Valdés erzielte das 1:0 nach einigem Hin- und Herspielen des Balls unter den chilenischen Angreifern. Danach pfiff der Schiedsrichter ab, da kein Gegner zum Anstoß vorzufinden war. Chile war damit für die Weltmeisterschaft 1974 qualifiziert.

## Trainerkarriere
Nach dem Ende seiner aktiven Laufbahn wurde Francisco Valdés Fußballtrainer. In dieser Funktion trainierte er unter anderem die Mannschaften von Coquimbo Unido, Lota Schwager, Rangers de Talca und CD Magallanes. Große Erfolge blieben ihm dabei allerdings verwehrt.
Nachdem Valdés 1997 seine letzte Tätigkeit als Trainer bei Magallanes hatte, zog er sich ins Privatleben zurück. Der ehemalige Mittelfeldspieler verstarb am 10. August 2009 in Santiago de Chile im Alter von 66 Jahren an Herzversagen.

## Erfolge
- Chilenische Meisterschaft: 2×

1963 und 1972 mit Colo-Colo
- Chilenischer Pokalsieg: 1×

1974 mit Colo-Colo
- Chilenische Zweitligameisterschaft: 1×

1977 mit CD Cobreloa
- Finalteilnahme in der Copa Libertadores: 1×

1973 mit Colo-Colo